# Wim Slijkhuis
Willem Frederik Slijkhuis, més conegut com a Wim Slijkhuis   (Leiden, 13 de gener de 1923 - Badhoevedorp, 28 de juny de 2003), va ser un atleta neerlandès, especialista en curses de mig fons i fons, que va competir entre 1939 i 1954.
El 1948 va prendre part en els Jocs Olímpics de Londres, on disputà dues proves del programa d'atletisme. En ambdues, els 1.500 metres i els 5.000 metres, guanyà la medalla de bronze. Quatre anys més tard, als Jocs de Hèlsinki, quedà eliminat en sèries en la cursa dels 1.500 metres del programa d'atletisme.
En el seu palmarès també destaca una medalla de plata en els 5.000 metres del Campionat d'Europa d'atletisme de 1946 d'Oslo, rere Sydney Wooderson, i una d'or en els 1.500 metres al de 1950. Va guanyar un total de divuit campionats nacionals, vuit d'ells en els 5.000 metres i set en el cros, a banda de millorar trenta rècords nacionals. Les lesions l'obligaren a retirar-se el 1954.

## Millors marques
- 1.500 metres. 3' 43.8" (1949)
- 3.000 metres. 8' 08.8" (1946)
- 5.000 metres. 14' 14.0" (1946)
- 10.000 metres. 30' 53.4" (1951)[1][6]